# Німецький літературний архів у Марбаху
48°56′09″ пн. ш. 9°15′20″ сх. д. / 48.9357107° пн. ш. 9.2555486° сх. д.

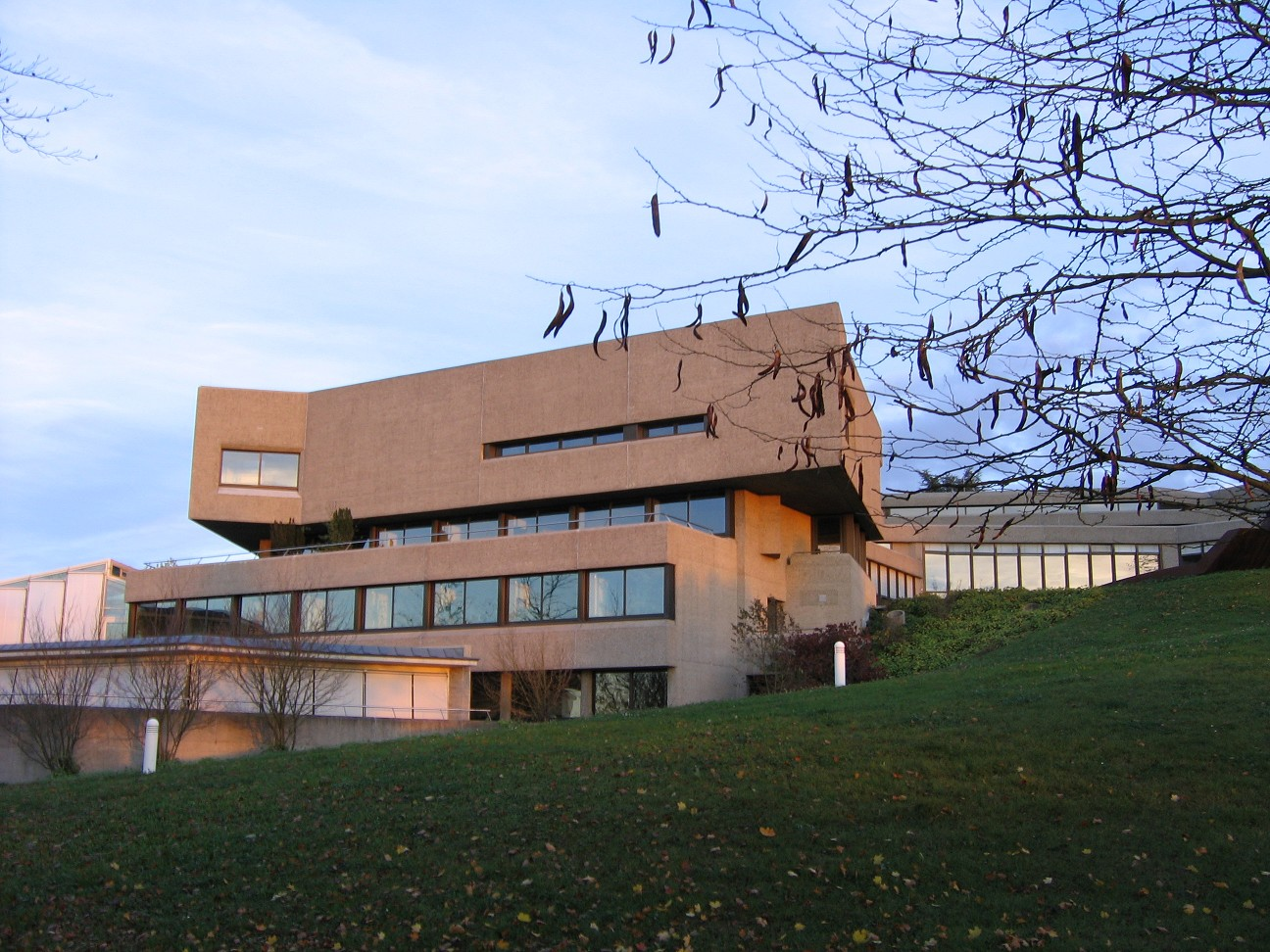
Німецький літературний архів Марбах

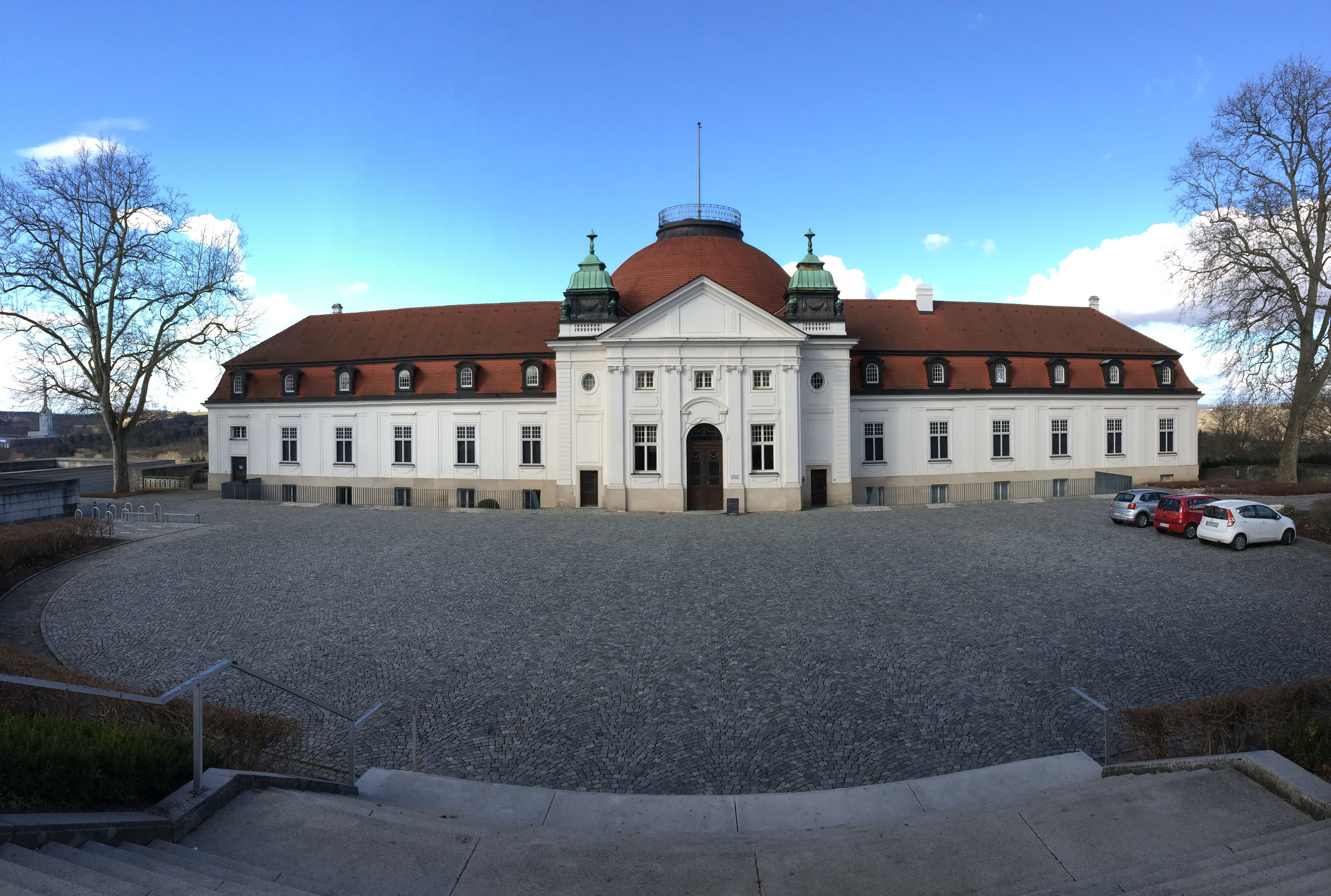
Національний музей Фрідріха Шиллера

Німецький літературний архів у Марбаху (нім. Deutsches Literaturarchiv Marbach) — найбільший літературний архів країни. Знаходиться в містечку Марбах-ам-Неккар, батьківщині Фрідріха Шиллера. Заснований 1955 року як Німецький літературний архів, з 2005 року офіційно називається Німецький літературний архів Марбах.

## Структура
До структури архіву входить також Національний музей Фрідріха Шиллера та Літературний музей модерну. Тож структурно архів складається з відділів, які займаються збиранням та збереженням архівних матеріалів та літератури (відділ рукописів, бібліотека, архів Котта, відділ зоражень), музейного відділу та адміністративного відділу.

## Вибрані особисті архіви
У цьому списку подано лише невелику частку особистих архівів письменників та інших діячів культури, що зберігаються в Німецькому літературному архіві.
А-В
Гюнтер Айх, Ільзе Айхінгер, Жан Амері, Альфред Андерш, Бертольд Ауербах, Готфрід Бенн, Рудольф Г. Біндінг, Йоганнес Бобровскі, Рудольф Борхардт, Герман Брох, Мартін Вальзер,
Г
Ганс-Георг Гадамер, Гартмут Геркен, Арнольд Гелен, Роберт Гернгардт, Людвіг Гріве, Ундіне Груентр, Петер Гакс, Петер Гандке (щоденники), Маргарет Гансманн, Фердінанд Гардекопф, Вільгельм Гауфф, Мартін Гайдеґґер, Ернст Гаймеран, Гартмут фон Гентіг, Гюнтер Герберг, Макс Геррманн-Нойс, Штефан Гермлін, Герман Гессе, Теодор Гусс, Рікарда Гух,
Д-Й
Альфред Деблін, Гільде Домін, Норберт Еліас, Міхаель Енде, Ганс-Магнус Енценсбергер, Пауль Ернст, Ганс Заль, В.Г. Зебальд, Йоахім Зайпель, Макс Зідов,
K
Франц Кафка (велика колекція), Йоахім Кайзер, Маша Калеко, Герман Касак, Марія Луїза Кашніц, Карл Кернені, Юстінус Кернер, Гаррі Граф Кесслер, Гейнар Кіпфардт, Сара Кірш, Йохен Клеппер, Зігфрід Кракауер, Карл Кролов,
Л-П
Генріх Манн, Конрад Мерц, Карл Мікель, Едуард Меріке, Ірмтред Моргнер, Ганс Еріх Носсак, Оскар Пастіор, Райнгард Піпер, Ернст Пенцольдт, Курт Пінт, Теодор Плів'є,
Р-С
Бенно Райфенберг, Вернер Рігель, Йоахім Ріттер, Йозеф Рот, Петер Рюмкорф, Джованні Андреа Скартацціні
Т-Я
Клаус Тевеляйт (20 ящиків), Габріеле Тергіт, Курт Тухольський (велика колекція), Петер Урбан, Ганс Фаллада, Ріхард Фріденталь, Фріц Рудольф Фріс, Уве Фрізель, Пауль Целан, Карл Цукмаєр, Ганс Йоахім Шедліх, Бернгард Шлінк, Артур Шніцлер, Рудольф Александр Шредер, Карл Штернгайм, Ернст Юнгер, Карл Ясперс.

## Архіви видавництв
У Німецькому літературному архіві зберігаються також архіви видавництв, зокрема Deutsche Verlags-Anstalt, С. Фішер, Інзель, Піпер, Ровольт, Зуркамп, Лухтерганд, а також архів видавництв XIX століття, історичний архів видавництва-книгарні Котта (Cotta'sche Verlagsbuchhandlung). Тут також зберігаються редакційні архіви часописів Merkur, text + kritik та Die Wandlung.

## Періодичні видання
Літературний архів видає низку періодичних видань, привячених історії літератури та архівним і бібліотечним фондам:
- Deutsches Literaturarchiv. Verzeichnisse – Berichte – Informationen
- Jahrbuch der Deutschen Schillergesellschaft – Internationales Organ für neuere deutsche Literatur
- Marbacher Bibliothek
- Marbacher Faksimile-Drucke
- Marbacher Kataloge
- Marbacher Magazine
- Spuren
- Veröffentlichungen der Deutschen Schillergesellschaft